# Peça teatral

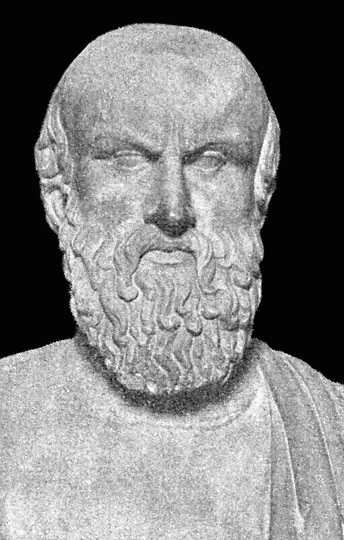
Busto de Ésquilo. Museu Capitolino Roma

Uma peça de teatro é uma forma literária normalmente constituída de diálogos entre personagens e destinada a ser encenada (não apenas lida). As peças teatrais, tais como as que conhecemos no mundo ocidental, surgiram na Grécia Antiga, através das mãos de grandes teatrólogos, como Ésquilo, Sófocles, Eurípedes e Aristófanes.
Nas encenações, os atores devem respeitar um roteiro, feito por um dramaturgo. O diretor tem o papel de fazer com que o roteiro seja cumprido em mínimos detalhes, e também é o responsável por dirigir os ensaios. Os cenógrafos também são muito importantes, já que eles caracterizam o espaço onde a peça será apresentada.

## Origens
A origem do teatro grego está no teatro nos ditirambos dionisíacos, homenagem ritualística ao deus Dioniso constituída de uma parte narrativa, recitada pelo cantor principal (corifeu), e de outra propriamente coral, executada por personagens vestidas de faunos e sátiros.